# Granuloma inguinale
Granuloma inguinale ist eine bakterielle Erkrankung, die charakteristische ulzerierende Läsionen im Genitalbereich aufweist, auch bekannt unter dem Namen Donovanosis nach dem Entdecker der pathognomonischen histologischen Strukturen, oder Granuloma genitoinguinale. 1905 hat der Tropenarzt Charles Donovan die bakterielle Erkrankung zum ersten Mal beschrieben. Der Erreger ist Klebsiella granulomatis (früher Calymmatobacterium granulomatis).
Sie ist in vielen Entwicklungsländern endemisch. Aufgrund mehrerer Probleme (die für fast alle STD gelten), bleibt das Granuloma inguinale dort oftmals unbehandelt und kann destruierend wachsen.
Übertragen wird das Bakterium durch engen Hautkontakt. Sichtbar ist die Geschlechtskrankheit im Bereich der äußeren Geschlechtsorgane sowie im Bereich des Afters. Bis die ersten Symptome auftreten, können wenige Tage oder mehrere Wochen vergehen.
Die schmerzlosen Ulzerationen, welche mit Syphilis verwechselt werden können, schreiten letztendlich in die Zerstörung von Gewebe und ausgeprägte Einblutungen fort. Diese Oberflächenzersetzung führt zu einem erhöhten Risiko für weitere mikrobielle Superinfektionen und kann auch zur Verstümmelung führen.

## Diagnose

Granuloma venereum am Penis

Die Diagnose basiert auf der Anamnese und der klinischen Untersuchung, welche ein schmerzloses Ulkus mit einem charakteristisch gerollten Rand von Granulationsgewebe zeigt. Anders als bei Ulzerationen, die bei Syphilis auftreten, gibt es hier normalerweise keine Lymphknotenbeteiligung. Gewebebiopsien und eine Wright-Giemsa-Färbung helfen bei der Diagnoseerhebung. Hier zeigen sich in der Färbung die Donovankörperchen tiefpurpur als stabförmige ovale Organismen im Zytoplasma von Makrophagen oder Histiozyten.

## Therapie
Die Therapie kann mit Cotrimoxazol, Tetracyclinen oder Makroliden durchgeführt werden. Selbst nach der Behandlung mit Antibiotika kann es bis zu einem Zeitraum von 18 Monaten zu einem Rückfall kommen. Betroffen können auch Sexualpartner sein, die bis zu 40 Tage vor Ausbruch der Erkrankung Geschlechtsverkehr mit der betroffenen Person hatten. Bis zur kompletten Abheilung sollte Geschlechtsverkehr vermieden werden.